# Ter Vell

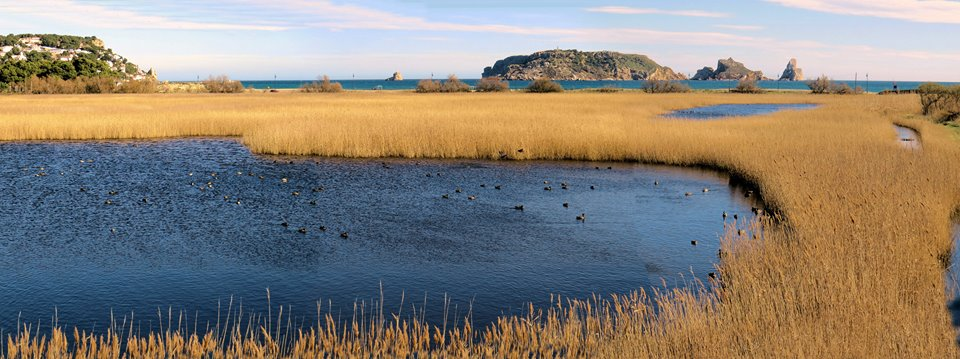
Basses del Ter Vell

El Ter Vell és, com el seu nom indica, una antiga desembocadura del Ter. L'espai ocupa unes 32 hectàrees de
superfície i es troba a tocar de la zona urbana de l'Estartit. Es tracta d'una zona humida formada per un conjunt
d'aiguamolls i de llacunes d'aigua dolça alimentades per l'excedent de regadiu de la plana agrícola adjacent i per les
aigües de precipitació.
L'espai està ocupat per un dens canyissar, balcars i jonqueres, amb algun retall de vegetació halòfila
i algun peu aïllat de tamariu. Les zones d'aigües lliures ocupen any rere any una menor extensió, ja que el mateix canyissar va ocupant tota la llacuna. Aquest procés està afavorit pel notable grau d'eutrofització que pressenten les aigües que arriben a la zona.
A la zona de la platja s'hi troben també dunes mòbils secundàries (dunes blanques) amb Ammophila arenaria (hàbitat d'interès comunitari, codi 2120) i dunes estabilitzades amb comunitats de Crucianellion maritimae (hàbitat d'interès comunitari, codi 2210). Pel que fa als hàbitats d'interès comunitari, a més dels abans mencionats, es troben a l'espai llacunes costaneres (hàbitat prioritari, codi 1150), prats i jonqueres halòfils mediterranis (Juncetalia maritimi) (codi 1410), matollars halòfils mediterranis i termoatlàntics (Sarcocornetea fruticosae)(codi 1420), basses i tolls temporers mediterranis (codi 3170) i jonqueres i herbassars graminoides humits, mediterranis, del Molinio-Holoschoenion (codi 6420).
La zona és un punt important d'hivernada d'ocells, sobretot anàtides i ardeides. Es coneixen intents de nidificació d'espècies com l'arpella (Circus aeruginosus), el bitó (Botaurus stellaris) o l'agró roig (Ardea purpurea).
Durant la segona meitat del segle xx, el Ter Vell ha experimentat una transformació molt important relacionada amb la
intervenció i els usos de l'home a la zona. L'abocament d'aigües residuals i l'entrada dels excedents de rec provinents de
la plana agrícola adjacent, van comportar el rebliment i l'eutrofització del sistema a causa dels aports de sediments i de
nutrients. Alhora, es va capgirar el règim hídric de les llacunes, que van passar dels eixuts estivals propis del clima
mediterrani a una elevada i irregular inundació en aquest període a causa de les aportacions agrícoles. A més dels
problemes relacionats de l'eutròfia, aquests canvis van afavorir el desenvolupament de la vegetació helofítica ja mencionat anteriorment.
El turisme i la urbanització de tot el sector són dos dels principals impactes sobre el Ter Vell. Tanmateix, existeix un
projecte Life-natura, cofinançat per l'Ajuntament de Torroella de Montgrí i la Unió Europea, i amb la col·laboració tècnica de la Universitat de Girona, per a reordenar el Ter Vell i les llacunes de la Platera. El projecte pretén realitzar un seguit d'actuacions per a la recuperació i conservació dels sistemes costaners. Entre les actuacions ja realitzades destaca la construcció d'un sistema artificial d'aiguamolls per depurar l'aigua dolça que alimenta la llacuna i reduir la càrrega de nutrients que entren a Ter Vell. Aquests aiguamolls s'han ubicat en uns terrenys situats a l'entrada de la llacuna i presenten la capacitat de reduir el 95% dels sòlids en suspensió i el 65% de la càrrega de nitrogen i fòsfor que arriba a la llacuna. També s'han eliminat una part del sediment acumulat durant els anys anteriors realitzant un dragatge en aquells punts on la matèria orgànica s'havia acumulat en excés en el sediment. Alhora amb aquesta actuació s'ha aconseguit augmentar la superfície d'aigua lliure per tal d'afavorir un increment de la presència d'aus aquàtiques. Per acabar, per tal de regenerar el sistema de dunes en aquelles zones de Ter Vell i la Pletera actualment degradades, s'han instal·lat sistemes artificials per facilitar la retenció de sorres.
La zona humida del Ter vell disposa actualment d'un itinerari de visita i dos observatoris. A la zona s'han executat dos projectes LIFE:
- LIFE 1999-2003: "Restauració i ordenació de les llacunes i sistemes costaners del Baix Ter", amb l'objectiu de recuperar les llacunes entre el Ter Vell i la Platera
- LIFE 2005-2008: "Recuperació de l'hàbitat d'amfibis i Emys orbicularis als aiguamolls del Baix Ter", amb l'objectiu de recuperar les poblacions de les diferents espècies d'amfibis i de tortuga d'estany (Emys orbicularis), mitjançant la recuperació dels seus hàbitats, els aiguamolls d'aigua dolça d'inundació temporània o permanent.[1]

L'espai forma part del PEIN "Aiguamolls del Baix Empordà" i, a més, es troba dins de l'espai de la Xarxa Natura 2000 ES5120016 El Montgrí - Les Medes - El Baix Ter".